# آمبوهیدرابیبی
آمبوهیدرابیبی (به لاتین: Ambohidrabiby) یک منطقهٔ مسکونی در ماداگاسکار است که در آنالامانگا واقع شده‌است. آمبوهیدرابیبی ۳۰ کیلومتر مربع مساحت و ۷٬۸۷۳ نفر جمعیت دارد.